# Palleon lolontany
Espèce
Synonymes
- Brookesia lolontany Raxworthy & Nussbaum, 1995

Statut de conservation UICN

 NT  : Quasi menacé
Statut CITES
Palleon lolontany est une espèce de sauriens de la famille des Chamaeleonidae.

## Répartition
Cette espèce est endémique de la région de Sofia à Madagascar. Elle a été découverte dans la réserve naturelle intégrale de Tsaratanana.
Elle vit dans la forêt tropicale humide entre 1 600 et 2 100 m d'altitude.

## Description
Ce caméléon nain est de petite taille, diurne, et vit au sol ou sur les branches basses des forêts.

## Étymologie
Le nom spécifique lolontany est le nom malgache des esprits censés occuper les forêts de la localité type.

## Publication originale
- Raxworthy & Nussbaum, 1995 : Systematics, speciation and biogeography of the dwarf chameleons (Brookesia; Reptilia, Squamata, Chamaeleontidae) of northern Madagascar. Journal of Zoology, vol. 235, p. 525-558 (texte intégral).